# BHÉV

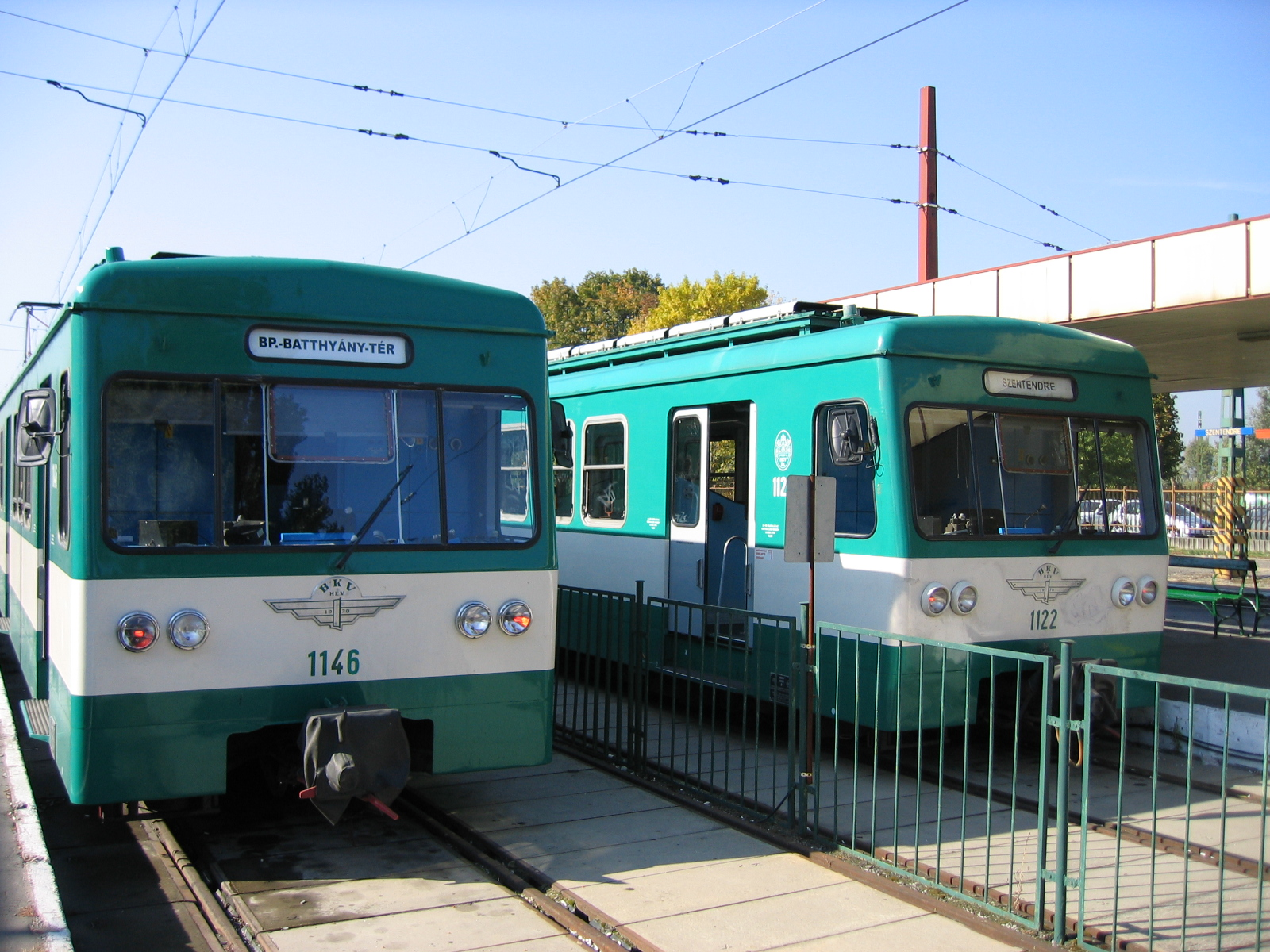
Поезда BHÉV на станции Сентендре

BHÉV (венг. Budapesti Helyiérdekű Vasút, будапештская пригородная железная дорога) — система из четырёх местных железнодорожных линий в Венгрии, соединяющих центр Будапешта с пригородами. Линии полностью автономны друг от друга и не пересекаются. Управляет линиями HÉV компания BKV, к ведению которой также относится наземный общественный транспорт Будапешта. Линии HÉV не относятся ни к будапештскому метро, ни к общевенгерской железнодорожной сети, управляемой компанией MÁV (Государственные железные дороги Венгрии).

## Линии BHÉV
Всего в системе BHÉV 81 станция, суммарная длина путей — 103,7 км. Линии на Сентендре и Гёдёллё на начальных станциях «Баттьяни тер» и Эрш везер тере имеют пересадку на одноимённые станции второй линии будапештского метрополитена (Баттьяни тер и Эрш везер тере). У линий на Чепель и Рацкеве пересадки на метро отсутствуют. Большинство станций BHÉV расположено на поверхности, за исключением нескольких станций в центре города, пути также проложены на открытом воздухе. Ширина колеи — стандартная европейская (1435 мм), электрифицированы на 1000 В постоянного тока, контактный провод.

### H5
H5 проходит от Баттьяни тер (Batthyány tér) до Сентендре (Szentendre). Северное направление.

### H6
H6 Вагохид (Vágóhíd) — Рацкеве (Ráckeve). Дальнее южное направление.

### H7
H7 Борарош тер (Boráros tér) — Чепель (Csepel). Ближнее южное направление.

### H8
H8. Эрш везер тере (Örs vezér tere) — Гёдёллё. Северо-восточное направление.

### H9
H9 — ответвление на Чёмёр (Csömör). Северо-восточное направление.
Ранее существовало ещё 4 линии BHÉV, ныне упразднённые. Направления на Эстергом (Esztergom) и Лайошмиже (Lajosmizse) переданы в ведение железных дорог и превращены в пригородные железнодорожные ветки; направления на Тёрёкбалинт (Törökbálint) и Будафок (Budafok) частично разобраны, частично переоборудованы в трамвайные линии.
В черте Будапешта для проезда на BHÉV действительны билеты будапештского наземного транспорта, при поездках в пригороды необходимо приобретать отдельный или дополнительный билет.
Существует план объединения линии H5 с линиями H6 и H7 со строительством подземного участка в центре Будапешта. Итоговая линия должна будет получить номер M5 и стать пятой линией будапештского метрополитена с пересадками на все четыре имеющиеся. Проект неоднократно откладывался из-за нехватки средств.